# Radikální strana (Francie)
Radikální strana, (francouzsky: Parti radical), známá tež jako Parti radical „valoisien“, oficiálním názvem Republikánská, radikální a radikálně socialistická strana, je francouzská politická strana. Ideologicky vychází z radikálních hodnot: z (sociálního) liberalismu, sekularismu a republikanismu. Strana zastává spíše okrajovou pozici v politickém dění, v parlamentu či prezidentských volbách funguje jako „spřízněný“ subjekt k hegemonní pravicové straně (dnes jsou pravicoví radikálové součástí širšího spektra v rámci koalice Ensemble pour la République). Radikální strana má dle vlastního vyjádření 8 000 členů.

## Historie
Strana vznikla 23. června 1901, když volně navázala na předchozí radikální hnutí.
Poněkud komplikovaný název vypovídá o ideologickém založení strany: demokratický republikanismus, radikalismus (liberalismus, sekularismus) a nemarxistický socialismus. Většinu své existence strávila strana na pomyslném levém břehu politického spektra, v poválečných letech se ale spíše otočila k pravému středu. Názorový rozpor vedl k rozpadu strany: levice založila Hnutí radikálně socialistické levice (dnes Radikálně levicová strana), pravice ovládla původní stranu.
Od roku 2022 je strana v koalici Společně pro republiku prezidenta Emmanuela Macrona.

## Předsedové strany
- Gustave Mesureur (1901–1902)
- Jean Dubief (1902–1903)
- Maurice Fauré (1903–1904)
- Maurice Berteaux (1904–1905)
- Émile Combes (1905–1906)
- Camille Pelletan (1906–1907)
- Auguste Delpech (1907–1908)
- Louis Lafferre (1908–1909)
- Ernest Vallé (1909–1910)
- Émile Combes (1910–1913)
- Joseph Caillaux (1913–1917)
- Charles Debierre (1917–1918)
- André Renard (1918–1919)
- Édouard Herriot (1919–1920)
- Maurice Sarraut (1920–1927)
- Édouard Daladier (1927–1931)
- Édouard Herriot (1931–1936)
- Édouard Daladier (1936–1944)
- Édouard Herriot (1944–1957)
- Édouard Daladier (1957–1958)
- Félix Gaillard (1958–1961)
- Maurice Faure (1961–1965)
- René Billères (1965–1969)
- Maurice Faure (1969–1971)
- Jean-Jacques Servan-Schreiber (1971–1975)
- Gabriel Péronnet (1975–1977)
- Jean-Jacques Servan-Schreiber (1977–1979)
- Didier Bariani (1979–1983)
- André Rossinot (1983–1988)
- Yves Galland (1988–1993)
- André Rossinot (1993–1997)
- Thierry Cornillet (1997–1999)
- François Loos (1999–2003)
- André Rossinot (2003–2005)
- Jean-Louis Borloo a André Rossinot (spolupředsedové, 2005–2007)
- Jean-Louis Borloo (2007–2014)
- Laurent Hénart (od 2014)